# Ingrid Becker (Malerin)
Ingrid Becker (geb. Lüthgens) (* 28. Mai 1943 in Neumünster; † 2004 in Ense-Waltringen im Kreis Soest) war eine deutsche Kunsterzieherin, Malerin und Zeichnerin.

## Leben

### Familie
Ingrid Becker war verheiratet mit dem Kunsterzieher und Maler Harald Becker (* 1940 in Lingen an der Ems) und hatte zwei Söhne; sie lebte in Ense-Waltringen.

### Werdegang
Ingrid Becker immatrikulierte sich 1963 an der Hochschule der Bildenden Künste Berlin und studierte unter anderem bei Harry Kögler (1923–1999), Fritz Kuhr und Grafik bei Fred Thieler.
Nach dem Studium war sie von 1967 bis 1972 als Kunsterzieherin in Bremen beschäftigt, bevor sie als freischaffende Künstlerin, Hausfrau, Mutter, Malerin, Grafikerin, tätig wurde.
1991 arbeitete sie im Künstlerhaus Selk (heute Schleswig-Holsteinisches Künstlerhaus Eckernförde) sowie von 1992 bis 1993 im Atelierhaus Worpswede als Stipendiatin.

### Künstlerisches Wirken
Ingrid Becker sah sich einem distanzierten Realismus verpflichtet und bevorzugte dabei kalte Acrylfarben. Ihr Thema war immer das Nächstliegende, das Alltägliche wie zum Beispiel, Atelierecken, Bilderstapel und Staffeleien. Ihre Bilder spiegelten in subjektiver Weise ihre direkte Umwelt wider. Vornehmlich wählte sie Motive aus dem Bereich Haushalt, Küche, Bad und anderes, stellte aber auch ländliche Gegenden und Industrielandschaften dar. Während der Zeit als ihre Küche als Malraum diente, wählte sie Küchen- und Badausschnitte, Regale, Eingekauftes, Abfälle oder den gedeckten Frühstückstisch. Bei einem Blick aus dem Fenster erschlossen sich ihr landschaftliche Alltagsmotive mit stilllebenhaftem Vordergrund, die Umgebung ihres Wohnhauses, der sie umgebende Stadtteil und die Landschaft der ländlichen Gemeinde. In allen ihren Bildern fühlt man die latente Tendenz zu fast schon surrealen Übersteigerung, durch die Farbgebung, das Weglassen oder Betonen eines Details bewirkte sie eine Entfernung von der Realität.
Während eines zweijährigen Aufenthalts in Dortmund entstanden Bilder zu den Themen Ruhrgebietslandschaft und Arbeit in einer Gießerei beziehungsweise In der Industrie. Auch in der Darstellung von Personen folgte sie dem Prinzip des Naheliegenden, so entstanden Selbstporträts und Porträts ihrer Kinder. In ihren Bildern machte sie „eine Bestandsaufnahme der alltäglichen, modernen Umwelt in stark subjektiver Erfahrung und individueller Betroffenheit“.

## Ehrungen und Auszeichnungen
- 1971 Europapreis für Malerei als Bronzemedaille, in Ostende.

## Mitgliedschaften
- Ab 1975: Deutscher Künstlerbund

## Ausstellungen (Auswahl)
- 1970 bis 1973: Landesschauen Schleswig-Holsteinischer Künstler
- 1971: Gemeinschaftsausstellung im Dom-Museum des Museums für Natur und Umwelt Lübeck
- 1972: Gemeinschaftsausstellung Junge gegenständliche Künstler im Schleswig-Holsteinischen Landesmuseum Schloss Gottorf in Schleswig
- 1972: Einzelausstellung des Berufsverbands der Bildenden Künstler in Kiel
- 1976: Gemeinschaftsausstellung Realismus der 20er und 70er Jahre im Kunsthaus Hamburg
- 1977: Einzelausstellung im Paula-Modersohn-Becker-Haus in Bremen
- 1983: Einzelausstellung im Kunstpavillon in Soest
- 1991: Gemeinschaftsausstellung Revier-Landschaft in der Städtischen Galerie in Herne
- 1992: Einzelausstellung im Münsterlandmuseum in Lüdinghausen
- 1998: Einzelausstellung Stilleben und Industrielandschaften im Technik-Museum Soest
- 2003: Einzelausstellung Einblicke und Ausblicke in der Städtischen Kunstgalerie in Wertingen
- 2003: Einzelausstellung Bildräume, Raumbilder im Zeppelin-Museum in Friedrichshafen; als Stipendiatin der ZF-Kulturstiftung[4][5]
- 2012: Gemeinschaftsausstellung Aufbruch Realismus – Die neue Wirklichkeit im Bild nach '68 in der Kunsthalle Vogelmann in Heilbronn[6].

## Schriften und Kataloge (Auswahl)
- Uwe Nickel, Ingrid Becker: Katalog zur Hoesch Galerie '89: Ingrid Becker, Malerei, Uwe Nickel, Malerei. Hoesch AG, 1989.
- Wilhelm Becker, Ingrid Becker, Jutta Höfel: Industrielandschaften Stilleben und Industrielandschaften von Ingrid Becker; mit einer begleitenden Fotodokumentation zum Thema Industrielandschaften. Soest Univ.-GH Paderborn, Abt. Soest 1998.
- Jutta Höfel, Ingrid Becker: Einblicke und Ausblicke. Kettler, Bönen 2003.
- Bildräume, Raumbilder. Gessler, Friedrichshafen 2003.
- Jutta Laurinat, Ingrid Becker (Illustration): In figura ... die menschliche Figur in der bildenden Kunst. Stadt Herne, Herne 2003.

## Werke (Auswahl)
- Laufkatze. 2002.

## Sammlungen
Werke von Ingrid Becker befinden sich 
- bei der Stadt Dortmund
- in der Gemeindeverwaltung Ense
- bei der Stadt Düsseldorf
- im Kulturamt Kiel
- bei der Stadt Neumünster
- bei der Stadt Wedel
- bei der Stadt Soest
- bei der Stadt Arnsberg
- im Kultusministerium Nordrhein-Westfalen
- bei der Stadt Schweinfurt